# Semniomima flaviceps
Semniomima flaviceps is een vlinder uit de familie van de grasmotten (Crambidae). De wetenschappelijke naam van deze soort is voor het eerst voorgesteld als Hypocrita flaviceps door Hermann Burmeister in een publicatie uit 1878.
De soort komt voor in Argentinië.